# 평창 이씨
평창 이씨(平昌 李氏)는 강원특별자치도 평창군을 본관으로 하는 한국의 성씨이다. 2015년 통계청 인구총조사 자료에 따르면 78092명으로 통계인구의 0.15% 정도이다.

## 역사
청학집에 인용된 통일신라 시대 고문헌을 참고로 하여 작성한 조선 중기 야사집인 삼한습유기(三韓拾遺記)에 의하면 평창 이씨는 남옥저 유민 후손이다. 삼한습유기에 평창 이씨와 평강 채씨는 남옥저 후손이라고 나와있고, 평창 이씨의 뿌리는 현재의 평창군이 아니라 북한 강원도의 이천군이다. 북한 강원도의 평강군 옆에 위치해있고, 남옥저는 동옥저와 같은게 아니고 북한 강원도의 이천군, 평강군 지역이다. 조선시대에는 동예의 강릉지역을 남옥저로 보는 사람들도 있다. 시조 이광(李匡)이 백오군에 봉하여 졌던것을 보면 적어도 고려시대 부터는 현재의 평창 지역이 집성촌이라는 것이다. 삼국시대나 통일신라때 북한의 이천군 지역에서 남한의 평창군 지역으로 이주해서 정착한것으로 유추하고 있다.
평창이씨(平昌李氏)의 시조 이윤장(潤張)은 천우(天佑)라고도 하고 호는 백아(白雅), 시호(諡號)는 문성공(文成公)이다. 이윤장이 후삼국을 통일하여 태조 왕건이 세운 고려의 초기에 나라에 공훈을 남겨 백오부원군을 봉작을 받음으로써 비로서 관향을 경주로부터 평창으로 분적, 평창이씨의 시조가 되었고, 문성공의 시호를 받았다.
평창 이씨는 조선시대 문과 급제자 27명을 배출하였다.

## 항렬자
| 27세            | 28세           | 29세            | 30세          | 31세            | 32세          | 33세            | 34세          | 35세            | 36세          | 37세            | 38세          | 39세            | 40세          | 41세            | 42세          | 43세            | 44세          | 45세            | 46세          | 47세            | 48세          | 49세            | 50세          |
| --------------- | -------------- | --------------- | ------------- | --------------- | ------------- | --------------- | ------------- | --------------- | ------------- | --------------- | ------------- | --------------- | ------------- | --------------- | ------------- | --------------- | ------------- | --------------- | ------------- | --------------- | ------------- | --------------- | ------------- |
| ○모(模) ○근(根) | 병(炳) ○섭(燮) | ○균(均) ○기(基) | 용(鎔) 진(鎭) | ○수(洙) ○연(演) | 화(和) 주(柱) | ○혁(爀) ○열(烈) | 재(載) 시(時) | ○석(錫) ○선(善) | 순(淳) 제(濟) | ○상(相) ○계(桂) | 하(夏) 형(炯) | ○규(珪) ○배(培) | 호(鎬) 용(鏞) | ○태(泰) ○하(河) | 동(棟) 병(柄) | ○훈(勳) ○환(煥) | 재(在) 기(埼) | ○옥(鈺) ○수(銖) | 원(源) 광(洸) | ○표(杓) ○환(桓) | 현(炫) 연(然) | ○채(埰) ○돈(墩) | 윤(鈗) 석(鉐) |

## 조선 왕실과의 인척관계
- 정종후궁 숙의 이씨
- 임성군(조선 정종의 서자)비 군부인 평창 이씨